# 克羅松冰架
74°57′S 109°30′W / 74.950°S 109.500°W
克羅松冰架（英語：Crosson Ice Shelf）是南極洲的冰架，位於瑪麗伯德地，處於墨菲火山的北部，寬約56公里，根據美國地質調查局的測量和美國海軍的空中照片被繪入地圖。